# Hexatoma (Eriocera) schnusei
Hexatoma (Eriocera) schnusei is een tweevleugelige uit de familie steltmuggen (Limoniidae). De soort komt voor in het Palearctisch gebied.